# Radcliffe, Iowa
Radcliffe är en ort i Hardin County i Iowa. Vid 2010 års folkräkning hade Radcliffe 545 invånare.